# Evolve (album d'Imagine Dragons)
Pour les articles homonymes, voir Evolve (homonymie).
Albums de Imagine Dragons
Smoke + Mirrors
(2015) Origins
(2018)
Singles
1. Believer
Sortie : 1er février 2017
2. Thunder
Sortie : 27 avril 2017
3. Whatever It Takes
Sortie : 9 mai 2017
4. Walking The Wire
Sortie : 16 juin 2017

Evolve (stylisé ƎVOLVE) est le troisième album studio du groupe de rock alternatif américain Imagine Dragons sorti le 23 juin 2017.
À la première semaine, l'album se classe en 2e position au Billboard 200 en vendant 109 000 exemplaires.

## Liste des pistes
Toutes les chansons sont écrites par Imagine Dragons (Ben McKee, Daniel Platzman, Dan Reynolds et Wayne Sermon), sauf indication contraire.
| 1.    | Next to Me (publiée le 21 février 2018, absente de la première édition de l'album) |                                                                                       |  | 3:50 |
| 2.    | I Don't Know Why                                                                   |                                                                                       |  | 3:10 |
| 3.    | Whatever It Takes                                                                  | Ben McKee, Daniel Platzman, Dan Reynolds, Wayne Sermon, Joel Little                   |  | 3:21 |
| 4.    | Believer                                                                           | McKee, Platzman, Reynolds, Sermon, Mattias Larsson, Robin Fredriksson, Justin Tranter |  | 3:24 |
| 5.    | Walking the Wire                                                                   |                                                                                       |  | 3:52 |
| 6.    | Rise Up                                                                            |                                                                                       |  | 3:51 |
| 7.    | I'll Make It Up to You                                                             |                                                                                       |  | 4:22 |
| 8.    | Yesterday                                                                          |                                                                                       |  | 3:25 |
| 9.    | Mouth of the River                                                                 |                                                                                       |  | 3:41 |
| 10.   | Thunder                                                                            | McKee, Platzman, Reynolds, Sermon, Alexander Grant, Jayson DeZuzio                    |  | 3:07 |
| 11.   | Start Over                                                                         |                                                                                       |  | 3:06 |
| 12.   | Dancing in the Dark                                                                |                                                                                       |  | 3:53 |
| 40:12 |                                                                                    |                                                                                       |  |      |

## Réception

### Réception critique
Evolve a reçu une note moyenne de 47/100 basée sur sept critiques à Metacritic, traduisant des « critiques moyennes ou partagées ». Dans une critique (avec une note de 3/5) de NME, Alex Flood écrit : « Ce dernier effort représente certainement une petite progression, mais semble loin d'être une évolution. ». Hannah J Davies du journal The Guardian a donné à l'album la note de 2/5, le qualifiant de « rock sans vie aux teintes de scène électronique ».

### Réception commerciale
Evolve a démarré à la seconde place du Billboard 200 américain avec 147 000 unités vendues, dont 109 000 albums vendus. C'est le troisième album d'Imagine Dragons à atteindre le top 5. Le 31 octobre 2017, il est certifié disque de platine par la RIAA.

## Certifications
| Pays                    | Certification | Unités    |
| ----------------------- | ------------- | --------- |
| Autriche (IFPI Austria) | Or            | 7 500     |
| États-Unis (RIAA)       | 4 × Platine   | 4 000 000 |
| France (SNEP)           | Diamant       | 500 000   |
| Italie (FIMI)           | Or            | 25 000    |
| Pologne (ZPAV)          | Or            | 10 000    |
| Royaume-Uni (BPI)       | Or            | 100 000   |